# Il bambino devoto
Il bambino devoto, noto anche come The Retarded Child o The devoted child, è un dipinto realizzato nel 1870 dal pittore italiano Antonio Rotta.
Il dipinto è esposto al Milwaukee Art Museum di Milwaukee, nel Wisconsin (Stati Uniti). 

## Descrizione
Il dipinto ritrae l'affetto di un bambino verso una anziana signora, in una rappresentazione quotidiana delle Venezia popolare dell'epoca.

## Mostre
- Um baltimoreano em Paris: George A. Lucas, 1860-1909, A Galeria de Arte Walters, Baltimore, 1979
- De Rye a Raphael: La storia del Walters, Walters Art Museum di Baltimora, 2014-2016.